# معركة الزلاقة
مَعْرَكَةُ الزَّلَّاقَة أو معركة سهل الزَّلَّاقَة (بالإسبانية: Batalla de Sagrajas)‏ (يوم الجمعة 12 رجب 479 هـ / 23 أكتوبر 1086)، تعتبر أول معركة كبيرة شهدتها شبه الجزيرة الإيبيرية في العصور الوسطى وإحدى أبرز المعارك الكبرى في التاريخ الإسلامي. استطاع فيها أمير المسلمين يوسف بن تاشفين قائد المرابطين يسانده جيش أندلسي بقيادة المعتمد بن عباد صاحب إشبيلية إلحاق هزيمة كبيرة بجيش قشتالي مسيحي بقيادة ألفونسو السادس ملك قشتالة وليون. وقعت المعركة بعد تردي أحوال الأندلس، نتيجة اقتتال أمرائها وهو ما أدى إلى خضوع بعضهم إلى سلطة ألفونسو السادس ودفع الجزية له، وانتهت هذه الحالة بسقوط طليطلة في يد ألفونسو وجيشه عام 478 هـ الموافق 1085 م، أي قبل عامٍ واحد من معركة الزلاقة. على إثر ذلك، قام أهل الأندلس وأمراؤهم بإرسال سفارات ورسائل للأمير يوسف بن تاشفين تستنجده وتطلب منه الغوث والنصرة، فاستجاب لهم وعبر البحر بجيش المرابطين لنصرة مسلمي الأندلس، وتوحد جيش الأندلس مع جيش المرابطين في جيش كبير يقوده ابن تاشفين. سار الجيش حتى وصل سهل الزلاقة، وسار إليه ألفونسو السادس بجيش كبير احتشد من أرجاء أوروبا، ودارت بين الجيشين معركة كبيرة، انتهت بانتصار المسلمين انتصارًا عظيمًا، وهزيمة الجيش القشتالي المسيحي.
كان لمعركة الزلاقة تأثيرٌ كبيرٌ في تاريخ الأندلس الإسلامي، إذ أوقفت زحف الممالك المسيحية في شمال شبه الجزيرة الأيبيرية المطرد على أراضي الأندلس. ولكن بسبب تراخي ملوك الطوائف، اضطر يوسف بن تاشفين للعودة مرةً أخرى لنصرة الأندلس في عام 481 هـ الموافق 1088 م، وأقام الحصار على حصن لييط الذي كان قاعدة لشن الغارات على أراضي الأندلس، وانتهى الحصار بالاستيلاء على الحصن. قرر يوسف بن تاشفين بعدها إنهاء حكم ملوك الطوائف بعدما وجد منهم خيانات بإبرام التحالفات مع ألفونسو السادس عدوهم اللدود، وبحلول عام 484 هـ الموافق 1091 م كان المرابطون قد ضموا معظم أراضي الأندلس عدا طائفة سرقسطة التي حافظت على استقلاليتها حتى عام 503 هـ حين ضمها القائد المرابطي محمد بن الحاج اللمتوني إلى سلطان المرابطين.

## خلفية تاريخية

### أوضاع الأندلس

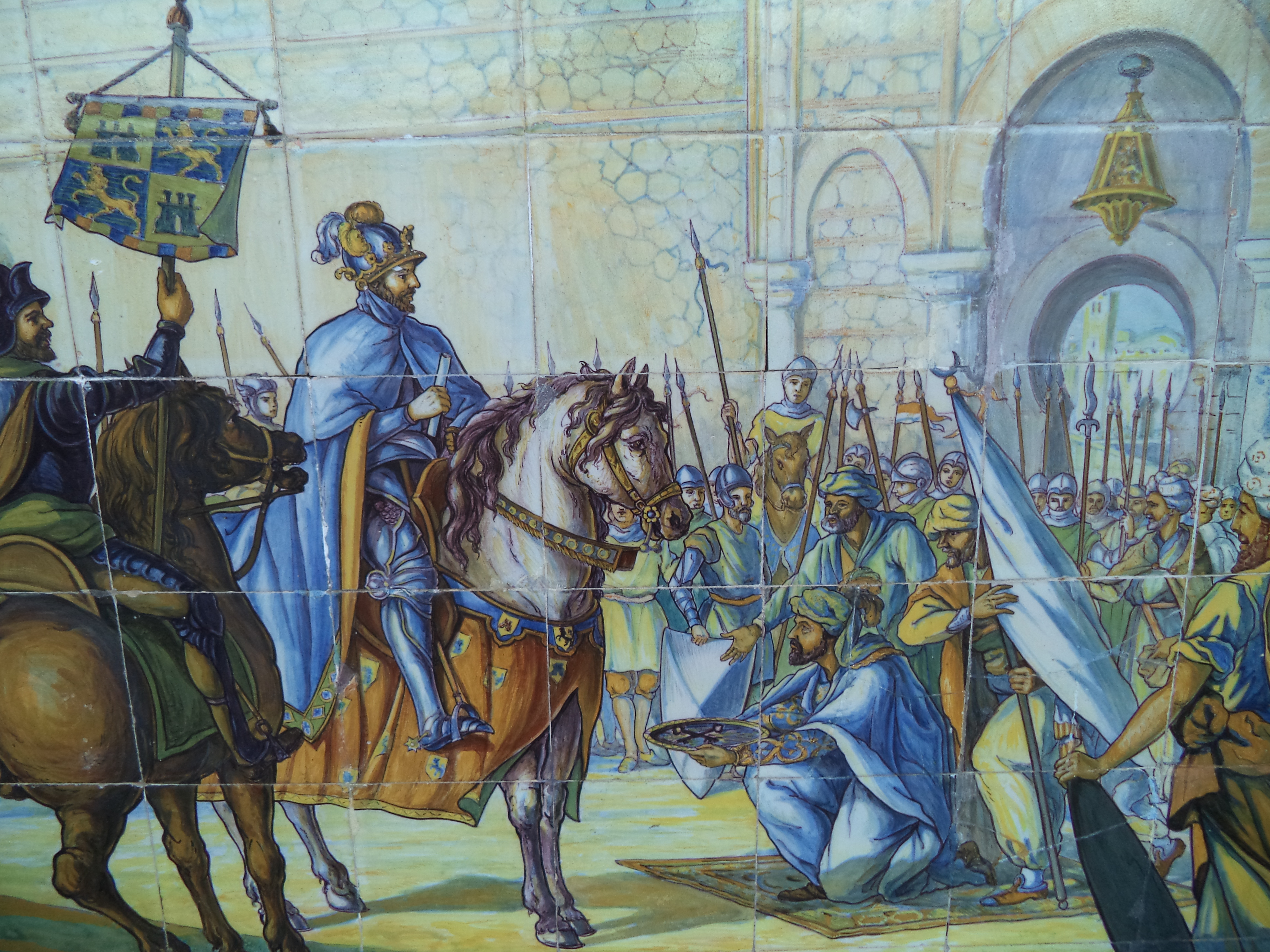
رسمة للملك الفونسو لحظة دخوله طليطلة.

بعد وفاة المظفر بن المنصور بن أبي عامر عام 399 هـ، تولى أخوه شنجول حجابة الدولة الأموية في الأندلس ولم تمر أشهر حتى أجبر الخليفة هشام المؤيد بالله على إعلان تولية شنجول ولاية عهد الخليفة، مما أثار حفيظة أمراء بني أمية ودبروا المكائد لاستعادة سيطرتهم على الحكم حتى استطاع محمد المهدي بالله قتل شنجول وخلع المؤيد بالله، وإعلان نفسه خليفة المسلمين في الأندلس لتبدأ فترة من الاضطرابات الداخلية في الأندلس عرفت بفتنة الأندلس دامت حتى عام 422 هـ، وانتهت بتفكك الخلافة إلى إمارات صغيرة متناحرة عرفت باسم ممالك الطوائف الذين كان أبرزهم بني حمود أصحاب مالقة والجزيرة الخضراء في الجنوب وبني عباد في إشبيلية في الغرب (وهم أقوى ملوك الطوائف)، وبني ذي النون في طليطلة وبني هود في سرقسطة في الشمال وبني عامر في بلنسية ومرسية في الشرق.
في النصف الثاني من القرن الحادي عشر الميلادي كان المسلمون في الأندلس أشد خصومة وتطاحنًا فيما بينهم من أعدائهم، ولم يتورع بعضهم عن التحالف مع الممالك المسيحية في الشمال، أو أن يستمد عونها نظير الجزية، وما لبث أن اندلع صراع بين طائفة طليطلة وطائفة قرطبة، وشارك في هذه الحرب بادىء الأمر أمراء طليطلة وقرطبة وإشبيلية، استمر هذا الصراع سنينًا طويلة، حتى تحالف المأمون بن ذي النون أمير طليطلة مع فرناندو الأول ملك ليون وقشتالة، واستطاع المأمون الاستيلاء على بلنسية، ثم استطاع المعتمد بن عباد أمير إشبيلية الاستيلاء على مرسية وأريولة ومدن أخرى، ثم تحالف ابن عباد مع ألفونسو السادس ملك قشتالة، على أن يمد ألفونسو ابن عباد بالجند في قتاله أمراء الطوائف، في حين يتوجب على ابن عباد دفع الجزية لمملكة قشتالة. كانت أهم نتائج هذا التحالف إتاحة الفرصة لألفونسو للاستيلاء على طليطلة (عاصمة القوط القديمة)، وذلك في سنة 478 هـ الموافقة سنة 1085 م، أي قبل عامٍ واحد من معركة الزلاقة، وفقد بذلك المسلمون طليطلة إلى الأبد بعد أن حكموها ثلاثمائة واثنين وسبعين عامًا، واتخذها ملك قشتالة حاضرة مُلكه منذ ذلك الحين، وغدت بذلك عاصمة لقشتالة.
كان سقوط طليطلة ضربة قاضية على التحالف بين ألفونسو وابن عباد أمير إشبيلية، لأن ألفونسو لم يقنع بطليطلة بل استولى على جميع الأراضي الواقعة على ضفتي نهر تاجة، وعلى قلاع مجريط وماردة وبطليوس، فجزع ابن عباد، وكتب إليه كتابًا يحذره فيه ألا يتعدى في فتوحاته طليطلة، فإن هو فعل فإن ذلك سيعتبر خرقًا للتعاهد، ولكن ألفونسو لم يُعر لكلام ابن عباد أي اهتمام، وقرر مواصلة فتوحاته، وعقد النية على غزو الإمارات المسلمة كلها، وأضحت طائفة سرقسطة مهددة بمصير كمصير طليطلة. عندها قرر معظم الأمراء المسلمين أن لا ملجأ من ألفونسو إلا بالاستنجاد بالمرابطين في أفريقيا.

### أوضاع الممالك المسيحية شمال أيبيريا
توحدت جهود ألفونسو السادس ملك قشتالة الذي كان يحكم جليقية وجزءًا من البرتغال وأستوريش وليون وبسكونية، وسانشو الأول ملك أراغون ونبرة (نافارا)، والكونت برنجار ريموند حاكم برشلونة وأورجل، واتفقوا على خوض معركة تنهي الوجود الإسلامي في شبه الجزيرة الإيبيرية، خاصة بعد أن سقطت طليطلة في أيديهم. نبذت الممالك المسيحية كل خصوماتها السابقة التي كانت تَشل قواها، وسار الجميع في جيش كبير قوي من جليقية وليون، واحتلوا مدينة قورية من بني الأفطس، ووصلوا إلى ضواحي إشبيلية، فأحرقوا قراها وحقولها، وسارت فرقة من الفرسان إلى شذونة، ثم اخترقت جزيرة طريف قاصية إسبانيا قرب مضيق جبل طارق، كما حاصر القشتاليون بمعاونة من جند الأراغونيين والقطلونيين تحت قيادة ألفونسو قلعة سرقسطة الحصينة، التي كان سقوطها سيضع حوض نهر أبرة في يده، ويجعل الشواطىء التي تليها من جهة البحر المتوسط عرضة لغاراته. ولكن الحصون الإسلامية المنيعة قاومت الضغط المتزايد على سرقسطة يومًا بعد يوم.

### أوضاع المرابطين

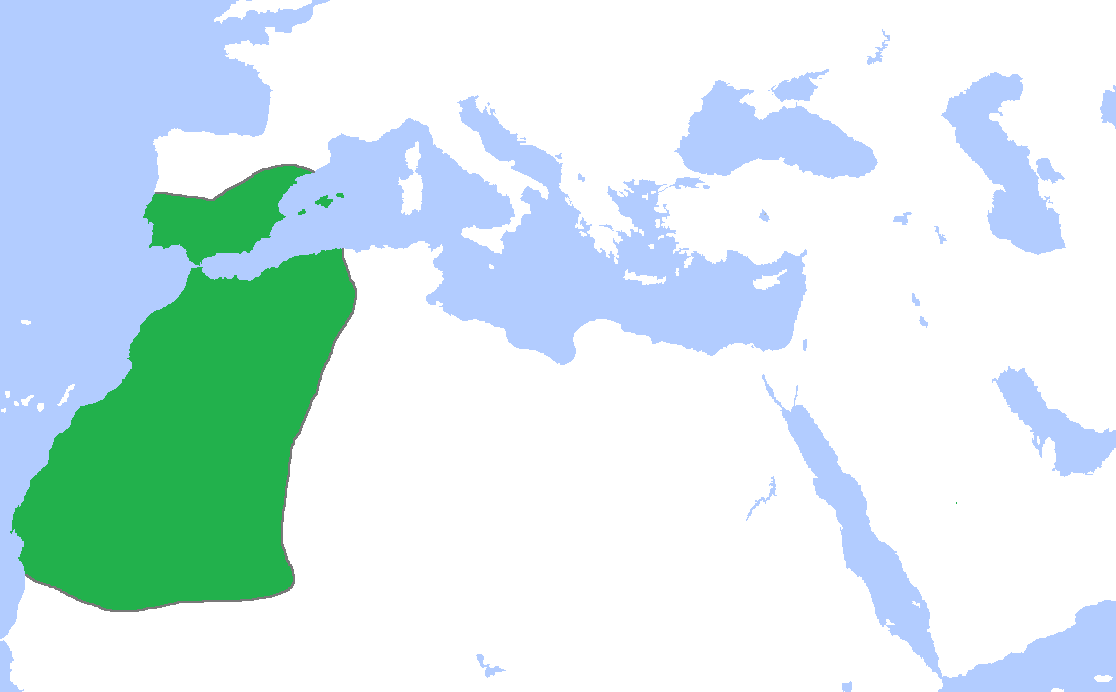
دولة المرابطين في اقصى اتساع لها.

كان المرابطون، أو من عرفوا بادئ أمرهم باسم الملثمين، بذرة لحركة إصلاحية إسلامية اعتمدت في نشأتها على دعوة الشيخ عبد الله بن ياسين وقوة قبائل صنهاجة، وخاصة قبيلتي لمتونة وجدالة، فتأسست الدولة على منهج إسلامي سني مالكي. فلما مات ابن ياسين آل زمام الحكم إلى أبي بكر بن عمر اللمتوني الذي أوكل يوسف بن تاشفين الحكم طيلة فترة غيابه لإصلاح أمرٍ كان قد اندلع في صحراء المغرب وغاب لسنوات، فلما رجع وجد أن الأمور قد استتبت ليوسف، فقرر التنازل عن الملك ليوسف. استطاع يوسف أن يوطد سلطانه في المغرب الأقصى، فوحّد المغرب تحت سلطة مركزية، ودخل فاس في عام 455 هـ، ثم احتل تلمسان، وأعقبها دخول طنجة وسبتة. وفي عام 454 هـ، قرر ابن تاشفين بناء مدينة مراكش، التي جعلها عاصمة لدولة المرابطين، وأصبحت قاعدة عسكرية صلبة قوية. وبذلك، استطاع يوسف بن تاشفين أن يسيطر ويمتلك المغرب من بلاد العدوة من جزائر بني مزغنة، إلى طنجة إلى آخر السوس الأقصى، إلى جبال الذهب من بلاد السودان.

## استنجاد أهل الأندلس بالمرابطين
بلغ الأندلسيون في أواخر أيام عصر ملوك الطوائف، حالة عصيبة فرضتها عليهم سياسة أمرائهم المتمثلة في الاقتتال فيما بينهم وخنوعهم المخزي لعدوهم، فبدأوا يبحثون عن حل لما هم عليه من تردٍ. أخذت فكرة الاستنجاد بيوسف بن تاشفين وإخوانهم المرابطين تنتشر بين الأندلسيين، وقام بعض المتحمسين لهذه الفكرة بجواز البحر والتوجه نحو مراكش ولقاء يوسف بن تاشفين، يشرحون له أحزانهم وآلامهم وما جرى لهم من ضيم وقهر بيد المسيحيين في الشمال. كان ابن تاشفين يستقبلهم بكل حفاوة واهتمام، ويعدهم بكل خير، يقول المقري التلمساني: «وكان يوسف بن تاشفين لا تزال تقدم عليه وفود ثغور الأندلس مستعطفين مجهشين بالبكاء ناشدين الله والإسلام، مستنجدين بفقهاء حضرته، ووزراء دولته، فيسمع لقولهم، ويصغي إليهم، وترق نفسه لهم»، وأصبحت مدينة مراكش قبلة لوفود الأندلس، التي يرون فيها الأمل والقدرة على إصلاح أحوالهم، ويروي ابن أبي زرع: «ويبدو أن المعتمد بن عباد أمير اشبيلية حاول الحصول على مساندة يوسف بن تاشفين منذ وقت مبكر جدًا، ففي عام 467 هـ أرسل ابن عباد لابن تاشفين يطلب منه مناصرة الأندلس، الذي اعتذر بوجود مدينتي طنجة وسبتة حاجزًا أمام المرور».

### كتاب ابن الأفطس إلى يوسف بن تاشفين
أرسل المتوكل بن الأفطس أمير بطليوس رسالة إلى يوسف بن تاشفين يرثي إليه حالهم وما آل إليه أمرهم وقال: «لما كان نور الهدى دليلك وسبيل الخير سبيلك، وصح العلم بأنك لدولة الإسلام أعز ناصر، وعلى غزو الشرك أقدر قادر، وجب أن تستدعي لما أعضل الداء، وتستغاث فيما أحاط الجزيرة من البلاء، فقد كانت طوائف العدو تطيف بها عند إفراط تسلطها واعتدائها، وشدة ظلمها واستشرائها، ولم يزل دأبها التشكيك والعناد، ودأبنا الإذعان والانقياد، حتى نفذ الطارف والتلاد، وأتى على الظاهر والباطن النفاد، وأيقنوا الآن بضعف المتن، وقويت أطماعهم في افتتاح المدن، وأُضرمت في كل جهة نارهم، ورويت من دماء المسلمين أسنتهم وشفارهم، ومن أخطأه القتل منهم فإنما هم في أيديهم أسرى وسبايا، يمتحنونهم بأنواع المحن والبلايا، فيا لله ويا للمسلمين، أيسطو هكذا بالحق الإفك، ويغلب التوحيد الشرك، ويظهر على الإيمان الكفر، ألا ناصرًا لهذا الدين المهتضم، ألا حاميًا لما استبيح من حمى الحرم، وما أحضك على الجهاد بما في كتاب الله، فإنكم له أتلى، ولا بما في حديث رسول الله، فإنكم إلى معرفته أهدى، وفي كتابي هذا الذي يحمله إليكم الفقيه الواعظ، مسائل مجمله يفصلها ويشرحها، ومشتمل على نكت هو يبينها لكم ويوضحها، وقد عولت على بيانه، ووثقت بفصاحة لسانه، والسلام»، فلما وصلت الرسالة لابن تاشفين أكرم حامليها وطمأنهم، ووعدهم بالإمداد والعبور للأندلس، وفتح باب الجهاد في سبيل الله عندما تسنح الفرصة، وتزول العوائق التي تقف في طريق المرابطين.

### كتاب ابن عباد إلى يوسف بن تاشفين
على الرغم من خضوع أمراء الطوائف لمسيحيي الشمال، وتحكيمهم في كثير من قضاياهم وتسابقهم على استرضائهم وعقد المحالفات معهم، ودفع الأموال الجزيلة لهم، إلا أن كل هذا لم يزدهم إلا عنجهية في المطالب. وكان المعتمد بن عباد أمير اشبيلية قد انشغل في إحدى السنوات في حرب من حروبه، أنسته عن دفع الجزية والضريبة المفروضة إلى ألفونسو السادس ملك قشتالة، ولم يرسلها له في الوقت المحدد، فلما تمكن من إرسالها بعد ذلك، استشاط ألفونسو غضبًا، وطلب بعض الحصون زيادة على الضريبة، وأمعن في التجني وسأل في دخول امرأته إلى جامع قرطبة، لتلد فيه إذ كانت حاملًا، فكان من ابن عباد عام 475 هـ أن أرسل إلى يوسف بن تاشفين رسالة يشرح فيه أوضاع الأندلس، وما آلت إليه أحوال المسلمين، من تغلب العدو على أكثر بلادهم، ويطلب المساعدة على درء العدوان، فأجابه يوسف: «إذا فتح الله لي سبتة اتصلت بكم، وبذلت في جهاد العدو المجهود.»

### كتاب ألفونسو إلى المعتمد بن عباد
أرسل ألفونسو السادس ملك قشتالة لابن عباد أمير اشبيلية رسالة نقلتها المصادر العربية بهذا النص: «من القنبيطور ذي الملتين، الملك المفضل الأذفتش بن شانجة، إلى المعتمد بالله سدد الله آراءه، قد أبصرتم ما نزل بطليطلة وأقطارها، وما سار بأهلها حين حصارها، فأسلمتم إخوانكم، وعطلتم بالدعة زمانكم، والحذر من أيقظ باله، قبل الوقوع في حباله، ولولا عهد سلف بيننا نحفظ ذمامه، ونسعى بنور الوفاء أمامه، لنهض بنا نحوكم ناهض العزم ورائده، ووصل رسول الغزو ووارده، لكن الإنذار يقطع الأعذار، وقد حملنا الرسالة إليكم القرمط البرهانس، وعنده من التسديد الذي يلقى به أمثالك، والعقل الذي يدبر به بلادك ورجالك، مما استنابته فيما يدق ويجل، وفيما يصلح لا فيما يخل، وأنت عندما تأتيه من آرائك، والنظر بعد هذا من ورائك، والسلام عليك يسعى بيمينك وبين يديك»
وكان رد المعتمد بن عباد: «سلام على من اتبع الهدى، أما بعد: فإنه أول ما نبدأ به من دعواه، أنه ذو الملتين، والمسلمون أحق بهذا الاسم، لأن الذي يملكوه من أمصار البلاد وعظيم الاستعداد ومجبى المملكة، لا تملكه قدرتكم، ولا تعرفه ملتكم، وإنما كانت سنة سعد أيقظ منها مناديك، وقد يأتي المحبوب من المكروه، والندم من عجلة الشروه، نبهت من غفلة طال زمانها، وأيقظت من نومة تجدد أمانها، ومتى كانت لأسلافك الأقدمين مع أسلافنا الأكرمين يد صاعدة، أو وقفة متساعدة، إلا ذل تعلم مقداره، وتتحقق مثاره، والذي جرأك على طلب ما لا تدركه قوم كالحمر (لا يقاتلونكم جميعا إلا في قرى محصنة أو من وراء جدر)، ظنوا المعاقل والدول لا تنتقل، وكان بيننا وبينك من المسالمة، ما أوجب القعود عن نصرتهم، وتدبير أمرهم، ونسأل الله سبحانه المغفرة فيما أتيناه في أنفسنا وفيهم، ومن ترك الحزم، وإسلامهم لأعاديهم، والحمد لله الذي جعل عقوبتنا توبيخك وتقريعك كالموت دونه، والسلام على من علم الحق فاتبعه، واجتنب الباطل وخدعه.»
وكان ابن عباد قد اتفق مع ألفونسو على جزية يدفعها كل سنة، فأرسل ألفونسو قافلة تحتوي على خمسمائة فارس، يتزعمها وزير ألفونسو اليهودي ابن شاليب لاستلام المال، فلما وصلت السفارة أنزلهم المعتمد بظاهر إشبيلية، وأرسل إليهم المال، ولكن اليهودي رفض استلام المال وقال: «والله لا آخذ منه إلا مشحرًا (ذهبًا خالصًا)»، وزاد في الكلام وأساء الأدب، فبلغ المعتمد خبره، فدعا عبيده وبعض جنده، وأمرهم بالخروج لقتل وزير ألفونسو، وأسر من كان معه، ففعلوا ما أمرهم به من ذلك.

### مؤتمر قرطبة

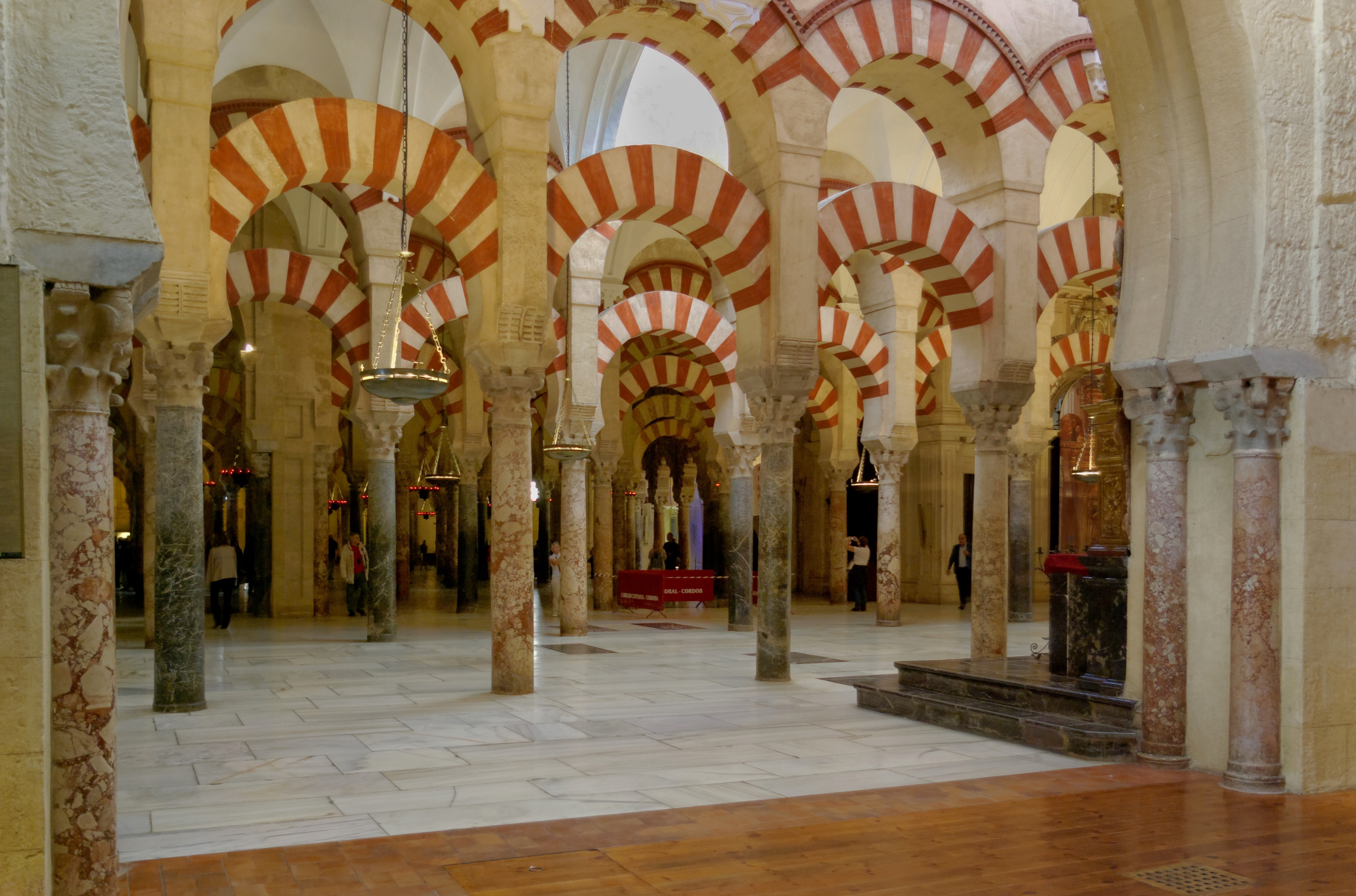
جامع قرطبة.

ما إن انتشر خبر قتل وزير ألفونسو، حتى أدرك الناس في الأندلس خطورة الوضع، لعلمهم بعجز ملوك الطوائف عن صد خطر الممالك المسيحية، فعُقد مؤتمر شعبي في قرطبة، شارك فيه مجموعة من زعماء الأندلس، واجتمعوا بالقاضي عبيد الله بن محمد بن أدهم، وقالوا له: «ألا تنظر ما فيه المسلمون من الصغار والذلة، وإعطائهم الجزية بعد أن كانوا يأخذونها، وقد غلب على البلاد الفرنج، ولم يبق إلا القليل، وإن دام هذا عادت نصرانية، وقد رأينا رأيًا نعرضه عليك، قال: وما هو، قالوا: نكتب إلى عرب أفريقية ونبذل لهم إذ وصلوا إلينا شطر أموالنا، ونخرج معهم مجاهدين في سبيل الله، قال ابن أدهم: المرابطون أصلح منهم وأقرب إلينا، فقالوا: كاتب أمير المسلمين يوسف بن تاشفين، واسأله العبور إلينا، وإعانتنا بما يتيسر من الجند.»
وفي هذه الأثناء وصل المعتمد بن عباد إلى قرطبة، واجتمع مع القاضي ابن أدهم، أبلغه فيه بمطلب الناس ورغبتهم بالاستعانة بالمرابطين، والاستعداد العسكري لمواجهة الخطر المسيحي، ونظرًا لوطأة الضغط العسكري الذي يمارسه ألفونسو، لم يعد هناك بد من الاستجابة لهذا المطلب، ومكاتبة يوسف بن تاشفين، وقد رغب ابن عباد أن يكون القاضي ابن أدهم رسوله إلى ابن تاشفين، فوافق القاضي على ذلك، وبذلك تقرر طلب النجدة من المرابطين بشكل رسمي. هذا ما حدث بعد مقتل وزير ألفونسو من الجانب الإسلامي، أما ألفونسو فإنه عندما علم بمقتل وزيره وما جرى لسفارته أقسم بآلهته ألا يرفع يده عنه، وأن يحشد من الجند عدد شعر رأسه، ويصل بهم إلى بحر الزقاق.

### كتاب ألفونسو إلى يوسف بن تاشفين
نفذ ألفونسو مخططه بغزو المسلمين في مدنهم، وقام بمحاصرة ابن عباد في قصره، وفي أيام مقامه بذلك الحصار كتب إلى ابن عباد زاريًا عليه: «كثر بطول مقامي في مجلسي الذباب، واشتد علي الحر، فألقني من قصرك بمروحة، أروح بها على نفسي، وأطرد بها الذباب عني»، لما وصلت الرسالة لابن عباد رد عليه جوابه بلهجة جديدة وعزيمة قوية بعيدًا عن منطق الاستجداء والتبعية، فوقع له بخط يده خلف الرقعة: «قرأت كتابك، وفهمت خيلائك وإعجابك، وسأنظر لك مراوح من الجلود الملطية، في أيدي الجيوش المرابطية، تروح منك لا تروح عليك إن شاء الله».
بعد أن فهم ألفونسو مراد ابن عباد في كتابه، أراد أن يستخدم في خطابه مع ابن تاشفين نفس أسلوب تعامله مع ملوك الطوائف، فكتب إليه رساله: «من أمير النصرانية أذفونش بن فردلند إلى يوسف بن تاشفين، أما بعد فإنك اليوم أمير المسلمين ببلاد المغرب وسلطانهم، وأهل الأندلس قد ضعفوا عن مقاومتي ومقابلتي، وقد أذللتهم بأخذ البلاد، وقد وجب عليك نصرهم، لأنهم أهل ملتك، فإما أن تجوز إلي، وإما أن ترسل إلي المراكب أجوز إليك، فإن غلبتني كان ملك الأندلس والمغرب لك، وإن غلبتك انقطع طمع الأندلس من نصرك إياهم، فإن نفوسهم متعلقة بنصرتك لهم»، ولما وصل كتاب ألفونسو ليوسف، أمر كاتبه أن يرد على رسالة ألفونسو، فكتب كتابًا مفصلًا رد فيه على كل فقرة وردت في الرسالة، ولما قرأ رده على ابن تاشفين، أعجب به يوسف ولكنه رآه مطولًا، فأمر كاتبه أن يكتب على ظهر رسالة ألفونسو: «من أمير المسلمين يوسف إلى أذفونش، أما بعد، فإن الجواب ما تراه بعينك، لا ما تسمعه بأذنك، والسلام على من اتبع الهدى».

### كتاب ابن عباد إلى يوسف بن تاشفين
في غرة جمادى الأولى من عام 479 هـ أرسل ابن عباد رسالة لابن تاشفين: «إلى حضرة الإمام أمير المسلمين، إنا نحن العرب في هذه الأندلس، قد تلفت قبائلنا وتفرق جمعنا، وتوالى علينا هذا العدو المجرم اللعين أذفنش، أسر المسلمين وأخذ البلاد والقلاع والحصون، وليس لنا طاقة على نصرة جاره ولا أخيه، وقد ساءت الأحوال وانقطعت الآمال، وأنت أيدك الله ملك المغرب، استنصرت بالله ثم بك، واستغثت بحرمكم، لتجوزوا لجهاد هذا العدو الكافر، والسلام على حضرتكم السامية، ورحمة الله تعالى وبركاته»، ولما وصل الكتاب لابن تاشفين أكرم حامليه، ثم استشار قادته وأمراءه، وأشاروا عليه بعبور بقصد الأندلس، فأرسل للمعتمد رسالة: «من أمير المسلمين إلى المعتمد بن عباد، السلام عليكم ورحمة الله وبركاته أما بعد، فإنه وصل خطابكم المكرم، فوقفنا على ما تضمنه من استدعائنا لنصرتك، وما ذكرته من كربتك، فنحن يمين لشمالك ومبادرون لنصرتك وحمايتك، وإنه لا يمكننا الجواز إلا أن تسلم لنا الجزيرة الخضراء، تكون لنا، لكي يكون إليك على أيدينا متى شئنا، فإن رأيت ذلك فأشهد به نفسك، والسلام عليكم ورحمة الله وبركاته»، ووافق المعتمد بن عباد على تسليم المدينة للمرابطين، وبذلك وافق المرابطون على العبور إلى الأندلس.

## العبور إلى الأندلس

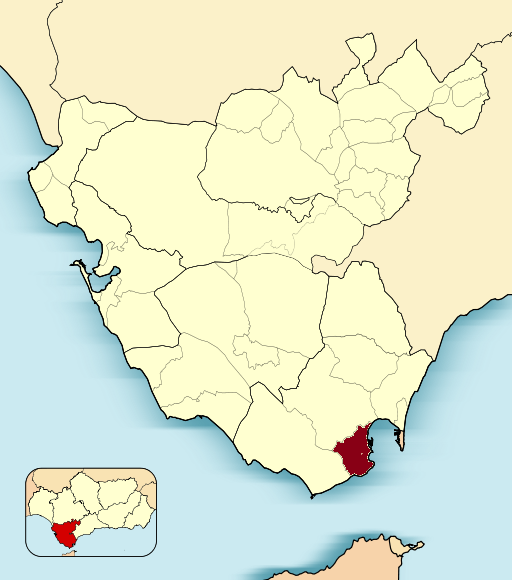
الجزيرة الخضراء مقر معسكر المرابطين.

ما إن أعطى المعتمد بن عباد موافقته على تسليم المرابطين الجزيرة الخضراء، حتى أعطى يوسف بن تاشفين أمره لخمسمائة فارس بالتجهز للعبور إلى الأندلس كمقدمة لبقية الجيش، وبدأ الفرسان بالتوافد على الجزيرة الخضراء، ونزلوا بدار الصناعة، وضُرب معسكر للفرسان، وأخذ الفرسان بالتوافد حتى اكتمل عددهم وقد أحاطوا بالجزيرة من كل جهة، وأحدقوا عليها يحرسونها بقيادة داود بن عائشة، ثم اتصل ابن عائشة بالمعتمد يخبره بوصولهم للجزيرة ويطلب منه إخلاءها كما اتفق مع يوسف بن تاشفين. وبعد تردد من المعتمد بن عباد قرر الوفاء بالاتفاق الذي عقده من ابن تاشفين من خلال سفاراته إلى مراكش، ثم أرسل أمير المسلمين إلى ابن عباد رسالة فيها: «كفيناكم مؤنة القطائع، وإرسال الأقوات لأجنادنا كما وعدت»، فما كان من المعتمد إلا أن أرسل لابنه الراضي بن المعتمد وكان وقتها أميرًا على الجزيرة الخضراء، بإخلاء الجزيرة للمرابطين فورًا، فدخلها المرابطون وعادت الأمور إلى ما كانت عليه من الصفاء، بعد أن توجس المرابطون ريبة من تأخر ابن عباد في إخلاء الجزيرة، ثم انطلقت كتائب المرابطين تجوز البحر متوجهة إلى الأندلس، تكبر وتهلل، تضم أفواجًا من الذين انضموا للمرابطين بعد دعوة ابن تاشفين للجهاد. يقول ابن الكردبوس: «وقد أخلص لله تعالى نيته، وملأ البحر أساطيلًا، وأجاز رعيلًا رعيلًا، واحتل الجزيرة الخضراء في كتيبته الخضراء، المشتملة على اثني عشر ألف راكب من صناديد الأجناد».

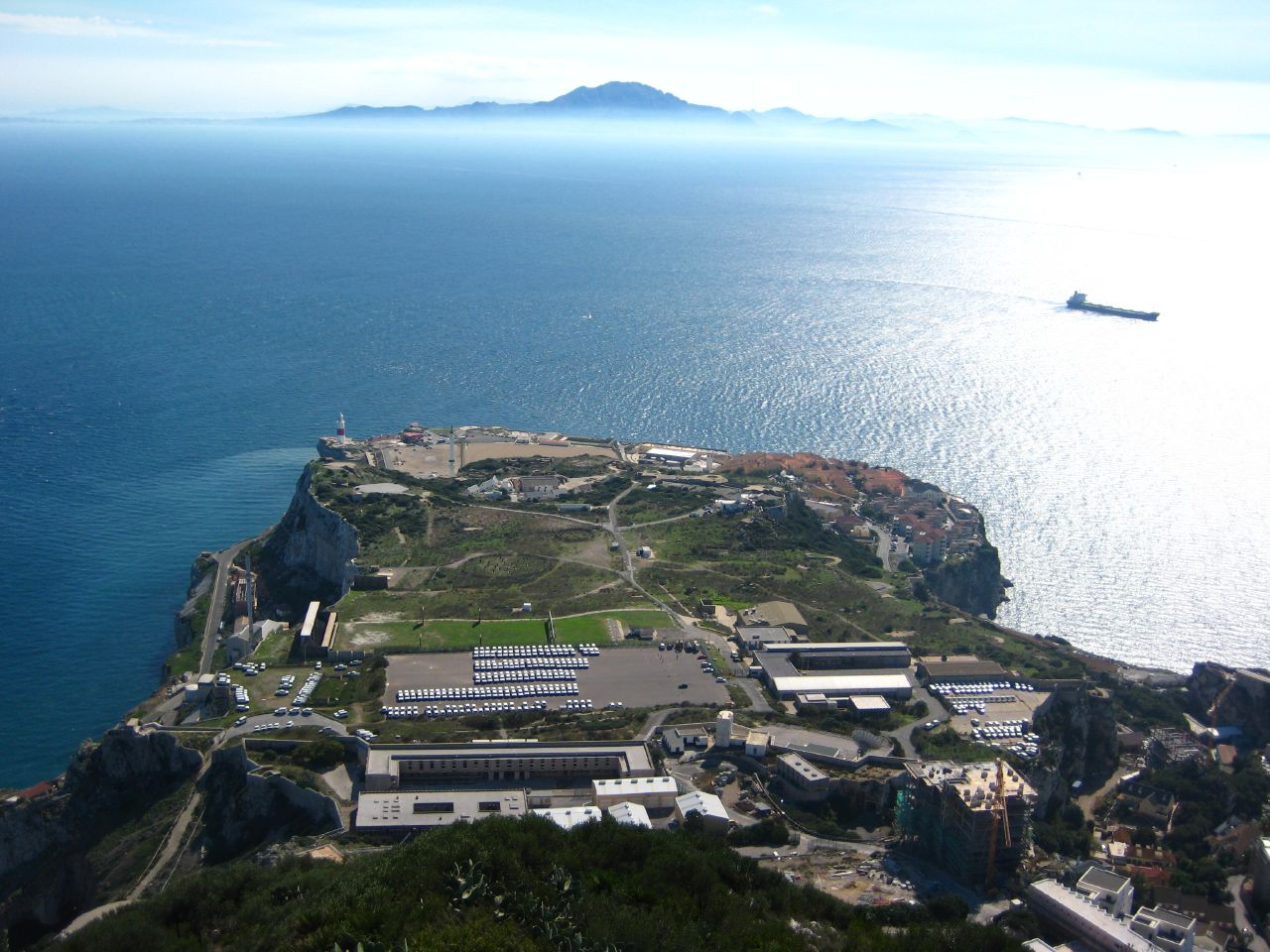
المضيق الذي عبر منه المرابطون.

ولما ركب ابن تاشفين البحر متوجهًا إلى الأندلس دعا الله: «اللهم إن كنت تعلم أن جوازي هذا خيرًا وصلاحًا للمسلمين فسهل علي جواز هذا البحر، وإن كان غير ذلك فصعبه علي حتى لا أجوزه»، وكان ابن تاشفين قد أمر بعبور الإبل من المغرب إلى الأندلس لأغراض عسكرية، فعبر منها ما أغص الصحراء، وارتفع رغاؤها إلى عنان السماء، ولم يكن أهل الجزيرة قد رأوا جمالًا قط، ولا كانت خيلهم قد رأت صورها ولا سمعت أصواتها، وكانت تذعر منها وتقلق، وكان هذا قصد يوسف بن تاشفين في عبورها، فلما كانت المعركة كانت خيل الإفرنج تحجم عنها. وبهذا تكون قوة المرابطين قد أكملت عبورها إلى الأندلس، وحلت في الجزيرة الخضراء، وأصبحت قريبة من أرض المعركة، ولم يعد يفصلها عن القتال فاصل، فالقوات القشتالية كانت تغير على أي مكان في الأندلس، وتعيث وتخرب ثم تعود إلى ألفونسو، ولهذا أمر ابن تاشفين بتقوية حصون الجزيرة الخضراء، وشحنها بالسلاح والذخيرة والطعام، وتشديد الحراسة عليها لتكون قاعدة حصينة، ونقطة اتصال أمينة بين الأندلس والمغرب.
كان في مقدمة من استقبل ابن تاشفين القاضي أبو الوليد الباجي وعدد كبير من العلماء، واستبشر أهل الأندلس بوصول المرابطين وأميرهم، وبهذا مهدت السُبل أمام المرابطين في الأندلس، وما إن علم المعتمد بوصول ابن تاشفين الجزيرة الخضراء حتى أرسل ابنه للقائه، بينما انشغل هو بتأمين مؤن الجيش. قال الحميري: «وأمر عمار البلاد بجلب الأقوات والضيافة، ورأى يوسف من ذلك ما سره ونشطه»، ثم أمر المعتمد جنده بالتجهز والاستعداد للّحاق بجيش المجاهدين، وسار لاستقبال ابن تاشفين، والتقيا في معسكر ابن تاشفين، ولم يبقَ أحدٌ من ملوك الطوائف في الأندلس إلا بادر وأعان وخرج وأخرج. ولما اكتملت الاستعدادات وتهيأ الجند للتحرك يقودهم ابن تاشفين، أشار عليه ابن عباد بالسير إلى إشبيلية ليستريح من وعثاء السفر فأبى وقال: «إنما جئت ناويًا جهاد العدو، فحيثما كان العدو وجهت نحوه».

## الاستعداد للمعركة
كان يوسف بن تاشفين على رأس الجيوش الإسلامية المتجمعة في الجزيرة الخضراء، والتي وهبها المعتمد للأمير يوسف لتكون مقرًا لجنده، ومركز اتصال وإمداد للمجاهدين، وخطًا مأمونًا للعودة، وكان ابن تاشفين يقول في غمرة استعدادهم للمعركة: «أنا أول منتدب لنصرة هذا الدين، ولا يتولى هذا الأمر أحد إلا أنا بنفسي»، وقد انضمت قوات المعتمد بن عباد أمير اشبيلية، وبعض قوات ابن صمادح أمير ألمرية، وعبد الله بن بلقين أمير غرناطة، وأخوه تميم أمير مالقة إلى معسكر المرابطين، وقدم القادر بن ذي النون والمتوكل بن الأفطس، فأمرهم أمير المسلمين ابن تاشفين أن يكونوا في معسكر ابن عباد، فأصبح المسلمون معسكرين: معسكر الأندلس ومعسكر المرابطين.

مسير جيش المرابطين من المغرب حتى الزلاقة.

أصبح القائد العام لقوات الأندلس المعتمد بن عباد، ثم وزع المسلمون جيشهم كالتالي: المقدمة ويقودها المعتمد بن عباد ويؤازره أبو سليمان داود بن عائشة في عشرة آلاف فارس من المرابطين، والميمنة يقودها المتوكل على الله عمر بن الأفطس أمير بطليوس، والميسرة فيها أهل شرق الأندلس، الساقة فيها سائر أهل الأندلس، القوة الاحتياطية يقودها أمير المسلمين وهي مؤلفة من نخبة من أنجاد المرابطين وأهل المغرب وحرسه الخاص، ثم انطلق جيش المسلمين باتجاه العدو، واستمر في سيره حتى وصل مدينة بطليوس، واستقبلهم المتوكل بن الأفطس على مقربة منها، وقدم لهم المؤن والضيافات اللازمة، وانتهى إلى سهل يقع شمال بطليوس، على مقربة من حدود البرتغال الحالية، تسمية الروايات الإسلامية الزلاقة ويسميه الأسبان (sagrajas)، وفي هذا السهل تعاقد رؤساء الأندلس أن يكونوا يدًا واحدة، يقول عبد الله بن بلقين أمير غرناطة: «وعاقدنا أمير المسلمين على أن تصل الأيدي على غزو الروم بمعونته، وألا يعرض لأحدنا في بلده، ولا يقبل عليه رعيته، بمن يروم الفساد عليه»، ووصف ابن بلقين جو المعسكر بقوله: «والعجب في تلك الفترة من حسن النيات، وإخلاص الضمائر، كأن القلوب إنما جمعت على ذلك».
جاءت أنباء عبور المرابطين إلى ألفونسو السادس وهو يشدد الحصار على مدينة سرقسطة، مما اضطره لرفع الحصار عنها، والتفرغ لإعداد الخطط وتجميع القوى، فأرسل إلى ابن ردمير الذي كان يحاصر مدينة طرطوشة، وإلى ألبارهانس [الإنجليزية] القائد القشتالي الذي كان يحاصر بلنسية، فأتوه بجيشهما، وبعث إلى قشتالة وجليقية وليون، فأتى من تلك البلاد حشود كبيرة، واستمر ألفونسو في الاستنفار والحشد من أرجاء أوروبا، وأخذت النجدات تتوافد إلى قشتالة، حتى استكمل ألفونسو استعداداته العسكرية كاملة، فسار في عدة وعتاد، وارتقى ربوة مع جماعة من زعماء قومه ليبصر أعداد جيوشه، فأعجب بما رأى من كثرتهم ولمعان دروعهم، فقال لابن عمه غرسية: «هذا اليوم لنا فيه الغلبة على المسلمين»، ثم واصل ألفونسو وجيشه السير باتجاه بطليوس حيث سهل الزلاقة وجيش المسلمين، وكان ألفونسو يظن أنه قادر على حسم المعركة لصالحه، لما رآه من كثرة جنوده وعتاده، فكان يقول: «بهؤلاء أقاتل الإنس والجن وملائكة السماء».

### اختيار سهل الزلاقة

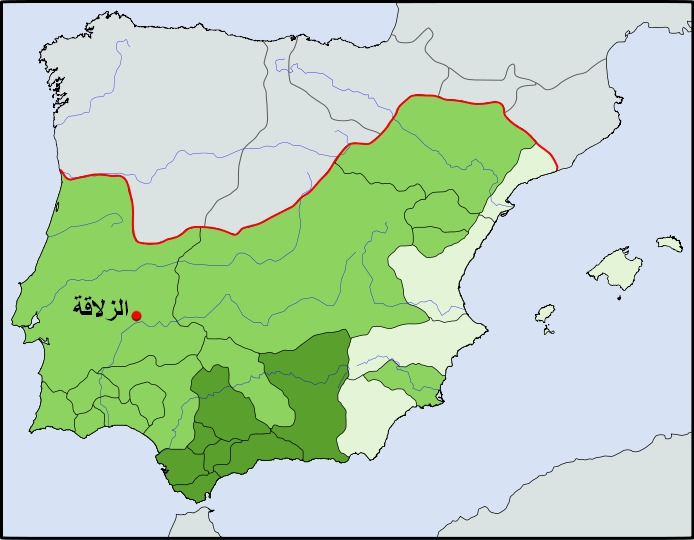
موقع سهل الزلاقة على الخريطة.

وقع اختيار سهل الزلاقة مكانًا للمعركة المرتقبة، بعد تدبر وتخطيط من كلا الفريقين، فكان اختيار مدينة بطليوس من قبل المسلمين والتوقف عندها بأمر من أمير المسلمين يوسف بن تاشفين، الذي كان يريد استدراج الجيش القشتالي وإخراجه من مواقعه الحصينة، ومن ثم قتاله على أرض يجهلها هو، بينما هي معروفة لدى المسلمين، يقول ابن بلقين: «وساقه القدر إلى التوغل في بلاد المسلمين وأبعد عن أنظاره، ونحن بإزاء المدينة متربصون، إن كانت لنا فيها ونعمت، وإن لم تكن كانت وراءنا حرزًا، معقلًا نأوي إليها وأمير المسلمين يدبر هذا الأمر بحسن رأيه، ويلتوي عسى أن تكون الملاقاة بتلك الناحية، ودون أن يحوج إلى التوغل في بلادهم، وهم كما دخلوا الأندلس لا يعرفون من لهم ومن عليهم»، أما ألفونسو فقد وافق ابن تاشفين في اختياره لسهل الزلاقة، إذا عمد إلى مهاجمة عدوه في أرضه، وذلك بعد مشاورات ونقاشات دارت بينه وبين قادته، اتفقوا فيها على السير إلى الزلاقة، لاظهار الجرأة والتأثير على معنويات المسلمين، والتوغل في أرض المسلمين ، وقد برر ألفونسو اختياره الزلاقة بقوله: «إني رأيت أني إن مكنتهم من الدخول إلى بلادي فناجزوني فيها وبين جدرها، وربما كانت الدائرة عليّ، يستحكمون البلاد ويحصدون من فيها في غداة واحدة، ولكني أجعل يومهم في حوز بلادهم، فإن كانت عليّ اكتفوا بما نالوه ولم يجعلوا الدروب وراءهم، إلا بعد أهبة أخرى فيكون في ذلك صون لبلادي وجبر لمكسري، وإن كانت الدائرة عليهم كان مني فيهم وفي بلادهم ماخفت أنا أن يكون فيّ وفي بلادي إذا ناجزوني في وسطها».

### الرسائل بين ابن تاشفين وألفونسو
خيّر ابن تاشفين ألفونسو بين الإسلام أو دفع الجزية أو الحرب عملًا بالسنة، وجاء في الرسالة قول يوسف: «بلغنا يا أذفنش أنك دعوت إلى الاجتماع بنا، وتمنيت أن تكون لك سفن تعبر بها إلينا، فعبرنا إليك، وقد جمع الله تعالى في هذه الساحة بيننا وبينك، وسترى عاقبة دعائك (وما دعاء الكافرين إلا في ضلال)»، ولما وصل كتاب يوسف إلى ألفونسو لم يستجب لدعوته، وقال للرسول الذي حمل الرسالة: «إن صاحبكم يوسف بن تاشفين قد تعنى من بلاده وخاض البحور، وأنا أكفيه العناء فيما بقي ولا أكلفكم تعبًا، أمضي إليكم وألقاكم في بلادكم رفقًا بكم وتوفيرًا عليكم».

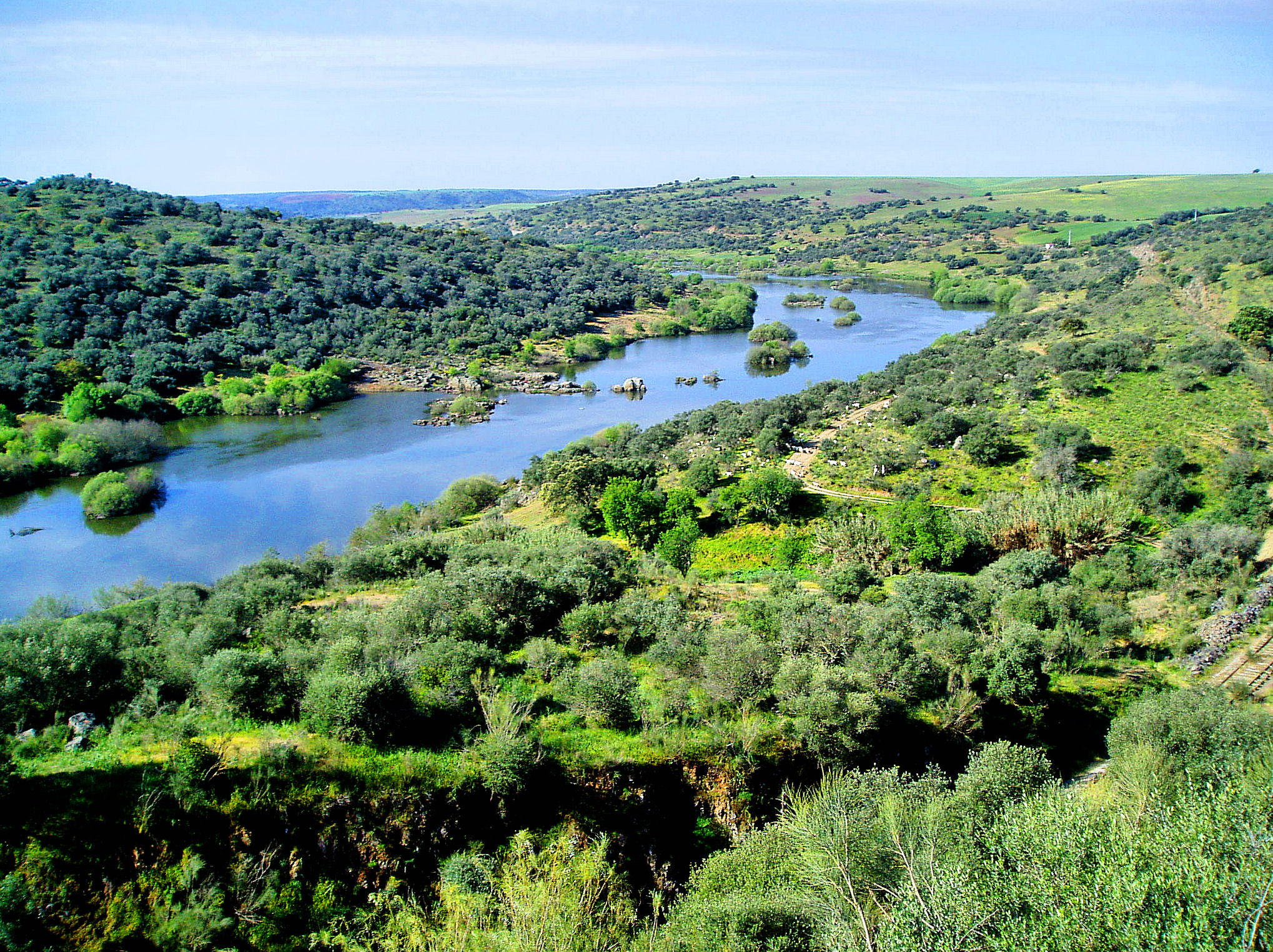
نهر يانة الذي عسكر بجانبه الجيشان.

وكان معتادًا في مثل هذه الحالات، واستنادًا لبعض الأعراف المتبعة في تلك العصور أن يحدَّد يوم المعركة بموافقة الطرفين، وكان وصول ألفونسو أرض المعركة في شهر رجب من عام 479 هـ الموافق لشهر أكتوبر من عام 1086، فلما أصبح يوم الخميس أرسل ألفونسو رسالةً يقترح فيها تحديد يوم الإثنين ميعادً للمعركة بين الطرفين، ومع أن المسلمين أحسوا بأن ألفونسو إنما أراد من يوم الإثنين الغدر والخديعة، إلا أنهم وافقوا على اقتراحه بعد أن ضاعفوا الحراسة وأخذوا الاحتياطات اللازمة، وبثوا عيونهم وطلائعهم يترصدون أي حركة للعدو، وهذا ما أثبته يوسف بن تاشفين في رسالته إلى المعز بن باديس صاحب أفريقية، وذلك بعدما انتصر في الزلاقة: «فوقع الاتفاق بيننا وبينه على الملاقاة يوم الإثنين، وقال ألفونسو: الجمعة عيد المسلمين، والسبت عيد اليهود، وفي معسكرنا منهم خلق كثير، والأحد عيدنا، فافترقنا على ذلك، وأضمر اللعين خلاف ما شرطناه، وعلمنا أنهم أهل خداع ونقض عهود، فأخذنا أهبة الحرب لهم وجعلنا عليهم العيون».

### تعبئة الجيشين
عسكر الجيشان الإسلامي والقشتالي كلٌ تجاه الآخر، لا يفصلهما سوى نهر وادي بيرا، وهو فرع صغير من وادي يانة الممتد ما بين مدينة بطليوس ومدينة ماردة، وكان الجيشان في حالة استنفار كبير، وانتهى المسلمون من ترتيب قواتهم، وجعلوا وحدات من الفرسان الثقيلة في المقدمة، التي كان لها دور فاعل وأساسي في سير المعركة وامتصاص زخم هجوم ألفونسو العنيف، أما جيش قشتالة، فبعد أن جاء المتطوعون من فرسان جنوبي فرنسا وإيطاليا، وفرسان الكنائس، فضلًا عن فرسان أراغون وجليقية، وفرسان أستورياش وبسكونية، تم تجميع قوات ألفونسو السادس، فوضع خطته العسكرية، وقسم جيشه إلى قسم أول يقوده الكونت غارسيا، والكونت زودريك، وهذا القسم كُلف بمهاجمة قوات مقدمة المسلمين، وقسم ثانٍ يتألف من جناحين يقودهما سانشو راميريث ملك أراغون والكونت ريموند، والقلب يقوده ألفونسو بنفسه، أما المقدمة فيقودها قائده ألبارهانس ومعظمها من جنود مملكة أراغون.

## المعركة
تم الاتفاق بين يوسف بن تاشفين وألفونسو السادس على أن تكون المعركة في يوم الإثنين، ولكن ألفونسو بحسب رأي المؤرخ الألماني يوسف أشباخ: «كان يرى وفقًا لمبدأ ذميم، أنه يحق له أن يلجأ في الحرب إلى كل خدعة، وأن ينكث بالعهد المقطوع، فيقاتل قبل اليوم المفروض ليفاجيء العدو، وليتمكن من هزيمته، ومن ثم فقد اعتزم أن يلجأ إلى مثل هذه الخدعة، وأن يختار للقتال يوم الجمعة وهو يوم المسلمين»، وكان المسلمون على الرغم من تحديد القتال بيوم الإثنين، إلا أنهم لم يدخروا وسعًا في التحوط ضد أي مفاجأة، وارتابوا في نيات ملك قشتالة، وقد عرف المعتمد بن عباد أمير اشبيلية من قبل خداعه في الحرب، فأكثروا العيون حول معسكر ألفونسو، وبثوا طلائع تترصد حركة جيشه، واستمرت الحالة على ما هي عليه حتى سحر يوم الجمعة 12 رجب 479 هـ الموافق 23 أكتوبر 1086، فارتدت الطلائع الساهرة إلى المعتمد بن عباد، يخبرونه أنهم سمعوا ضوضاء الجيوش واضطراب الأسلحة متحققين من تحرك ألفونسو، وقالوا: «استرقنا السمع فسمعنا الأذفونش يقول لأصحابه: ابن عباد مُسعر هذه الحروب، وهؤلاء الصحراويون وإن كانوا أهل حفاظ وذوي بصائر في الحرب، فهم غير عارفين بهذه البلاد، وإنما قادهم ابن عباد، فاقصدوه واهجموا عليه واصبروا، فإن انكشف لكم هان عليكم أمر الصحراويين من بعده، ولا أرى ابن عباد يصبر لكم إن صدقتموه الحملة».
عندها بعث ابن عباد رسالة يحملها أبو بكر بن القصيرة لأمير الجند ابن تاشفين يخبره بتحرك ألفونسو، وما قام به من غدر في الاتفاق، ويستحثه نصرته، فقال له ابن تاشفين: «إني سأقرب منه إن شاء الله»، وفي هذا أرسل ابن تاشفين إلى المعز بن باديس يخبره بما جرى: «فأتتنا الأنباء في سحر يوم الجمعة، أن العدو قد قصد بجنوده المسلمين، يرى أنه قد اغتنم فرصة في ذلك الحين، فنبذت إليه أبطال المسلمين، وفرسان المجاهدين، فتغشته قبل أن يتغشاه»، وكانت تكمن قوة خطة جيش المسلمين في القوة الاحتياطية التي خطط لها أمير المسلمين يوسف بن تاشفين، إذ تحتوي هذه القوة على أشجع مقاتلي المرابطين، وخطط لها أن تنقض على جيش ألفونسو في الوقت المناسب، بعد أن يكون الإعياء قد بلغ منهم مبلغه، على أن تضمن هذه القوة الاحتياطية التغلب على العدو بالمفاجأة، بجيش احتياطي يتبع نظام الكمين التي ساعدت عليه طبيعة أرض الأندلس، ووعورتها التي تتناسب مع هذا النوع من القتال.

### سير المعركة
لما تهيأ الطرفان للمعركة، وقف رجال الدين المسيحيون في صفوف جيش قشتالة يحثونهم على القتال، ووقف العلماء والفقهاء في صفوف المسلمين يحثون المجاهدين على القتال والاستشهاد، وسير ألفونسو القسم الأول من جنده بقيادة الكونت غارسيا والكونت زودريك لقتال المعتمد بن عباد قائد معسكر الأندلسيين، وقصد ألفونسو من هذا الهجوم المفاجيء بث الاضطراب والفزع بين المسلمين، ولكن اصطدم جيش قشتالة قبل وصوله لمعسكر الأندلسيين بقوات المرابطين التي قوامها عشرة آلاف فارس بقيادة القائد المرابطي داود بن عائشة، ولم يستطع ابن عائشة أن يصمد أمام السيل الزاحف من جيش قشتالة وعنف هجومهم، وكان اعتماد ابن عائشة على قوة كبيرة من رماة السهام والنبال، كان لها أعظم الأثر في مساعدته على صد هجوم القشتاليين، وأرغمهم على الارتداد إلى خط دفاعهم الثاني، وخسر المرابطون في صد القسم الأول من جيش ألفونسو خسائر بشرية كبيرة.
في هذا الوقت، كانت مقدمة المعتمد بن عباد تخوض معركة غير متكافئة في العدة والعتاد، ونظرًا لكثافة الهجوم وكثرة المشاركين فيه، وتفوقهم النوعي في العدة والسلاح الفردي، ارتدت المقدمة عن موقعها، وفرّ بعض أمراء الأندلسيين بعد أن أيقنوا بالهزيمة إلى مدينة بطليوس، واستطاع المعتمد بن عباد ومعه فرسان اشبيلية الصمود في مواقعهم، بعد أن أحاط بهم من كل صوب آلاف من جيش قشتالة، وقاتلوا وأبلوا بلاءً حسنًا، بعد أن وجدوا مؤازرة من فرسان المرابطين بقيادة داود بن عائشة، الذين صمدوا في هجوم جيش قشتالة الأول.
كان ألفونسو قد أحس بالنصر القادم، عندما شاهد مقاومة المعتمد تضعف أمام هجمات جيشه المتواصلة، ورأى حركة الفرار والهرب تتسع بين مسلمي الأندلس شيئًا فشيئًا، ولكن جيش المرابطين بقيادة يوسف بن تاشفين كان يرابط خلف أكمة عالية، تحجبه عن أنظار عدوه، ولم يكن قد اشترك في المعركة بعد، ولم يشترك فيها مع جيش الأندلس إلا العشرة آلاف مقاتل، عندها قرر ألفونسو مهاجمة قوات المرابطين المؤازرة لابن عباد بقيادة داود بن عائشة، فاصطدم تفوق القشتايين بصبر المرابطين، وكان ضغط النصارى يزداد على ابن عائشة وفرسانه، فما كان منه إلا أن أخبر يوسف بن تاشفين بحراجة الموقف وما حل بهم، فأمدهم ابن تاشفين بكتيبة يقودها أقوى قادته الأمير سير بن أبي بكر، على رأس قوة من المرابطين، استطاعت هذه الكتيبة أن تنفذ إلى قلب جيش النصارى، وأن تتصل بقوات المعتمد بن عباد، فخف الضغط على الأندلسيين الذين أخذوا يستعيدون ثباتهم، إلا أن ألفونسو السادس أخذ يواصل ضغطه على قوات داود بن عائشة، ويزيد من تقدمه حتى أصبح أمام خيام المرابطين، واقتحم الخندق الذي يحميها.
كان ألفونسو يدفع بجنوده في غمرة المعركة إلى الأمام، حتى استطاع أن يوقع الهزيمة بالمعتمد وجيش الأندلس، وأرغمه على التراجع على الرغم من قدوم قوة كبيرة من المرابطين لمؤازرته وغوثه، في هذا الوقت اطمأن القشتاليون إلى نهاية مرضية لهم بهزيمة جيش الأندلس والمرابطين، وانشغلوا بمواصلة تقدمهم أمام تراجع المعتمد والأندلسيين، عندها قرر يوسف بن تاشفين الدخول للمعركة، فرتب خطة تمثلت في مفاجأة العدو من جهة لا يتوقعونها، فتقدم بقواته الاحتياطية وهاجم معسكر القشتاليين، مستفيدًا من هلع خيل القشتاليين من إبل ابن تاشفين التي جلبها معه من المغرب وأضرم فيه النار وأحرقه، وقتل حماته من الفرسان والرجال، وفر الباقون منهزمين نحو ألفونسو، فأقبلت عليه خيله من معسكره فارين، وابن تاشفين في أثرهم، فلما علم بما حل بمعسكره وحاميته، توقف ألفونسو عن مطاردة المعتمد بن عباد وجيش الأندلس وارتد من فوره لينقذ محلته من الهلاك. فأدرك ابن عباد من انسحاب ألفونسو إلى معسكره أن بوادر الهزيمة قد بدت على القشتاليين، فأمر أصحابه بمهاجمتهم، وحمل القائد سير بن أبي بكر بمن معه على قوات ألفونسو فزاد الضغط واستمرت الهزيمة، وفي ذلك الحين تراجع الجند الذين فرّوا إلى بطليوس في بداية الهجوم، وشاركوا في القتال فاشتد الهجوم على ألفونسو وقواته حتى أيقنوا بالفناء.

### انتصار المسلمين

رايات المرابطين في المعركة.

لما اشتد القتال على جيش ألفونسو ودام القتال لساعات، أصبح ألفونسو وجيشه بين مطرقة ابن عباد وسندان ابن تاشفين، وكانت الضربة القاضية التي أنهت المعركة، حين أمر ابن تاشفين حرسه الخاص المكون من أربعة آلاف فارس بالنزول إلى قلب المعركة، فاستطاع أحدهم الوصول لألفونسو، وطعنه في فخذه، طعنة نافذه بقي يعرج منها طوال حياته، وكانت حينها الشمس قد قاربت على المغيب، وأدرك ألفونسو وقادته وفرسانه أنهم يواجهون الموت، فبادر مع قليل من أصحابه واعتصموا بتل قريب من موقع المعركة، ومن ثم انسل تحت جنح الظلام منهزمًا إلى قورية، وبهذا النصر انتهت معركة الزلاقة التي لم تستمر إلا يومًا واحدًا، يقول محمد بن سماك العاملي: «وكان يومًا لم يسمع بمثله من يوم اليرموك والقادسية، فيا له من فتح ثبت قدم الدين بعد انزلاقها، وعادت ظلمة الحق إلى إشراقها، واعتز بها رؤساء الأندلس، فجزى الله أمير المسلمين وناصر الدين أبا يعقوب يوسف بن تاشفين أفضل الجزاء».
عرفت هذه المعركة عند المسلمين بمعركة الزلاقة، وهو اسم السهل الذي وقعت فيه، أما الروايات الأوروبية فتسمي الموقعة الأولى التي نشبت بين ألفونسو من جهة والمعتمد بن عباد وداود بن عائشة بموقعة رودا، أما الموقعة الثانية التي التقى فيها ألفونسو بجيش يوسف بن تاشفين بموقعة سكرالياس (بالإنجليزية: Sacrelies)‏
وذاع خبر انتصار المسلمين في الزلاقة في كل الأقطار، وأمر يوسف بن تاشفين فكُتب عنها بلاغ أرسل إلى أفريقية، ليُقرأ في المساجد وكل مدن المرابطين، وكتب ابن عباد إلى ابنه الرشيد في إشبيلية يخبره بنصرهم على ألفونسو، وأقيمت صلوات الشكر، وحفلات الابتهاج في مدن الأندلس، واقترنت احتفالات الأندلسيين بإضاءة مدينة إشبيلية وبقية المدن، وفقًا لتقاليد عصرهم.

## نتائج المعركة

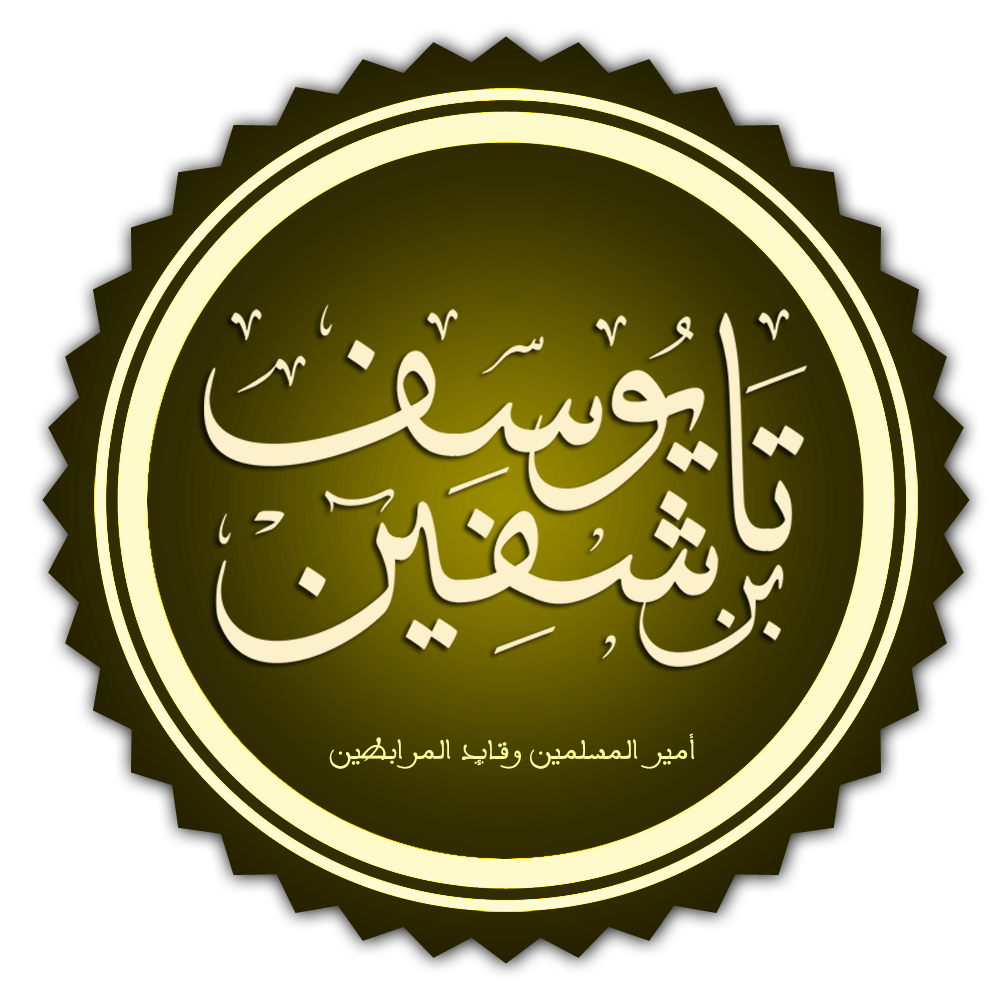
مخطوطة باسم يوسف بن تاشفين.

بقدر ما كانت الزلاقة نصرًا للمسلمين، كانت هزيمة ساحقة لمسيحيي أيبيريا. يقول ابن الكردبوس: «وتنفس بها مخنق الجزيرة، وثبت بسببها بلاد كثيرة، ولجأ الأذفونش إلى جبل منيع في نحو ثلاثمئة فارس من رجاله وكان قد وصل في ستين ألفًا من أجود أبطاله»، وكانت أولى نتائج الزلاقة هي إنقاذ الأندلس من حركة الاسترداد التي رفع شعارها ألفونسو السادس، وإرغام ألفونسو على رفع الحصار الذي كان مفروضًا على أمهات مدن الأندلس، أما المؤرخون الأسبان فهم يؤكدون على أن هزيمة ألفونسو السادس كانت هزيمة مروعة، وأنه استطاع الفرار بمنتهى الشفقة مع نفر قليل من أصحابه، ولكن قواه وقواته لم تتضعضع كما يتصور، بدليل أنه لم يمضِ سوى القليل حتى غدا في ظروف تسمح له بالهجوم، ولكن الحظ كان ضده دائمًا.
أما على الصعيد السياسي فقد أظهر أهل الأندلس الكثير من التيمن لأمير المسلمين يوسف بن تاشفين، وأكثروا من الدعاء له على المنابر وفي المساجد، وقد كانت الأندلس قبله مُسلمة لاستيلاء الممالك المسيحية عليها، وأخذهم الجزية من ملوكها، فلما انهزموا أمام يوسف بن تاشفين، أظهر الناس إعظامه، ونشأ له الود في صدورهم. وبذلك ترسخت زعامة ابن تاشفين على الصعيد السياسي في الأندلس والمغرب بدون منازع، كما أدرك ألفونسو وجيرانه من حكام شمال أيبيريا قوة المرابطين، وهو ما وصفه ابن بلقين صاحب غرناطة في قوله: «إن الروم أشربوا منذ تلك الوقعة خوفًا وانكماشًا».

## بعد المعركة
بعد انتهاء المعركة، أقام يوسف بن تاشفين مع قواته بظاهر إشبيلية ثلاثة أيام، ولكنه عاد بشكل سريع للمغرب بسبب وفاة ابنِه وولي عهده أبي بكر المكلف بإدارة أمور المغرب، فخاف ابن تاشفين اضطراب الأوضاع في المغرب خاصة أن هناك الكثير من الأمراء الأقوياء، أمثال والي سجلماسة إبراهيم بن أبي بكر بن عمر أمير المرابطين الذي استخلفه ابن تاشفين على إمارات المغرب، إضافة إلى أن خطر تحرشات إمارة بني مناد المجاورين لدولة المرابطين قد تزايد، فحاولوا اغتنام فرصة انشغال أمير المسلمين بالأندلس، والاستعانة بقبائل بني هلال والانقضاض على المغرب الأوسط.
قام يوسف بن تاشفين باتخاذ تدابير وإجراءات مستقبلية لدعم الأندلس والاطمئنان على مستقبله، وكان أول ما قام به هو دعوة أهل الأندلس وأمرائه إلى الوحدة ورص الصفوف، ونبذ خلافاتهم التي آلت بالأندلس وأهله لما كان قبل الزلاقة، وتوحيد الجهود، يقول ابن بلقين: «ولما انقضت غزوته تلك جمعنا في مجلسه، أعني رؤساء الأندلس، وأمرنا بالاتفاق والائتلاف، وأن تكون الكلمة واحدة، وأن النصارى لم تفترسنا إلا للذي كان من تشتتنا، واستعانة البعض بهم على البعض، فأجابه الكل أن وصيته مقبولة»، ثم ترك ثلاثة آلاف مقاتل من المرابطين، دعمًا للمعتمد بن عباد، يعملون بإمرته وتوجيهه، برئاسة القائد المرابطي أبي عبد الله بن الحاج، وساهمت هذه القوة في الحفاظ على روح النصر عند أهل الأندلس، ثم ولّى ابن تاشفين قيادة جيش المرابطين في الأندلس للقائد سير بن أبي بكر، الذي زحف مع أمير بطليوس المتوكل بن الأفطس إلى أواسط البرتغال، مما يلي نهر تاجة، أما أمير إشبيلية المعتمد بن عباد، فزحف بجيشه ومعه قوة من جيش المرابطين نحو طليطلة، واستطاع فتح عدة حصون منها حصن أقليش، ولكنه تهور عندما توغل في أرض مرسية، فتراجع أمام فرسان الكمبيادور. كما تهدد ألفونسو بعض المدن الإسلامية، متخذًا من حصن لييط قاعدة لهجماته. أما ابن تاشفين فقد وصل البحر وعبر المضيق إلى المغرب.

### حصار حصن لييط
ما إن أَمن أهل الأندلس وأمرائها، وأحسوا بزوال خطر القشتاليين عنهم، حتى عادوا إلى ما كانوا عليه من فرقة وهضم لحقوق الرعية، وانصراف لمجالس اللهو واللعب، وعاد القشتاليون للإغارة على إماراتهم ثم العودة للتحصن في حصن لييط، في ردة فعل انتقامية على هزيمة الزلاقة. أما ألفونسو، فقد اطمأن بعد أن علم أن ابن تاشفين قد عاد إلى المغرب، وأخذ يطلب العون والمدد من الممالك والإمارات المسيحية في أوروبا، لتعويض خسائره الكبيرة بعد الزلاقة، فوصلته من إمارتي بيزا وجنوة الإيطاليتين إمدادات في نحو أربعمائة سفينة، فحاصر بلنسية وهاجم السواحل الأندلسية، ووجه ألفونسو هجماته على أمير إشبيلية المعتمد بن عباد، وأصبح لموقع حصن لييط أهمية كبرى في هذه المرحلة للقشتاليين، فزادوا في بنيانه وتحصينه، ليكون قاعدة متقدمة لهم في أرض المسلمين، وشُحن بالذخائر والمقاتلين حتى أصبح عدد قوات الحصن ثلاثة عشر ألف مقاتل بين فارس وراجل، فشنوا غاراتهم على سرقسطة وجاراتها، وتمادوا إلى بلنسية ودانية وشاطبة ومرسية، وأخذوا عددًا من الحصون،، فأخذت الوفود الأندلسية بالتوجه نحو مراكش لطلب العون مرة أخرى لصد العدوان وحصن لييط، ولما كانت إشبيلية هي الهدف الأول لهجمات حصن لييط، فقد قرر ابن عباد السير من إشبيلية إلى مراكش لطلب العون من ابن تاشفين، فوعده ابن تاشفين بعد أن علم منه ما آلت إليه أحوال الأندلس بالجواز إليه.
قرر ابن تاشفين العبور إلى الأندلس، وأخذ يعد العدة والعتاد من الجيوش وآلات الحصار، واجتاز البحر في عام 481 هـ الموافق 1088، فلما وصل الجزيرة الخضراء أعدها لتكون نقطة إمداد واتصال، وبعث لملوك الطوائف يطلب منهم الاستعداد للجهاد، فوصلته كتائب ابن عباد من إشبيلية، ثم تحرك الجيش وبدأ حصار حصن لييط، وكان ألفونسو على علم بما يحدث في الحصن، وشرع المسلمون في التضييق على الحصن، وبدأ في الهجوم على الحصن في الليل والنهار، واستخدمت المجانيق والعرادات، وقطع عنه الاتصال والإمداد، ولكن الحصن أظهر منعة ضد الهجمات، ولما طال الحصار تخاصم ملوك الطوائف فيما بينهم، ونتيجة لشح الإمدادات انسحب المرابطون نحو مدينة لورقة بعد حصار لحصن لييط دام أربعة أشهر، وما إن علم ألفونسو بانسحاب المرابطين حتى تسلل للحصن وأخلى حاميته التي كانت تغير على المدن الإسلامية، ثم أحرقه وعاد مسرعًا إلى طليطلة، فاستولى المعتمد بن عباد على الحصن، وبذلك تخلص أهل الأندلس من خطر حصن لييط وغاراته، وقرر ابن تاشفين العودة إلى المغرب بعد أن أردف أربعة آلاف مقاتل من المرابطين إلى بلنسية.

### القضاء على ملوك الطوائف

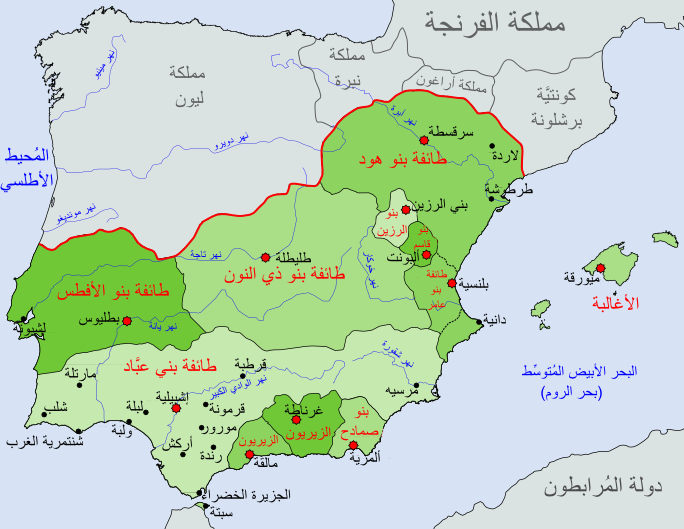
تقسيم دويلات ملوك الطوائف قبل دخول المرابطين الأندلس.

ما إن انتهى ابن تاشفين من حصار لييط وقبل رجوعه إلى المغرب اجتمع مرةً أخرى بأمراء الطوائف، يشحذ هممهم لوحدة الصف وقال:«أصلحوا نياتكم تكفوا عدوكم»، ولكن أمراء الطوائف عادوا إلى التنافر والعداء، مما سمح لألفونسو بمعاودة شن غاراته، وإرسال الرسل للأمراء يطلب منهم الجزية، فعادت أحوال الأندلس لما كانت عليه قبل معركة الزلاقة، فلما وصلت الرسائل إلى ابن تاشفين تخبره بحال الأندلس وخضوع وتنافر أمراء الطوائف، قرر العودة للأندلس للمرة الثالثة، وفي مدينة سبتة أنهى ابن تاشفين استعدادت جيشه، وعبر البحر متجهًا نحو الأندلس للمرة الثالثة وذلك عام 483 هـ الموافق 1090، وقد رافقه في هذه الحملة أشهر قادة المرابطين، فسار ابن تاشفين بجيشه حتى وصل طليطلة وحاصرها وكان ألفونسو بها، وواصل جيشه إلى الشمال وهاجم الكثير من المدن الواقعة شمال قشتالة، ومنها قلعة رباح، وأجبر القشتاليين على الهرب من الحصون التي كانوا يغيرون منها على المدن الإسلامية، ولكن أمراء الطوائف لم ينخرطوا في جيش المرابطين كما حدث في الزلاقة وحصن لييط، ولم يعاونوهم ويقدموا لهم المؤن، مما أدى إلى رفع ابن تاشفين الحصار عن طليطلة نظرًا لقلة المؤنة، ونقم ابن تاشفين على أمراء الطوائف وبخاصة أمير غرناطة.

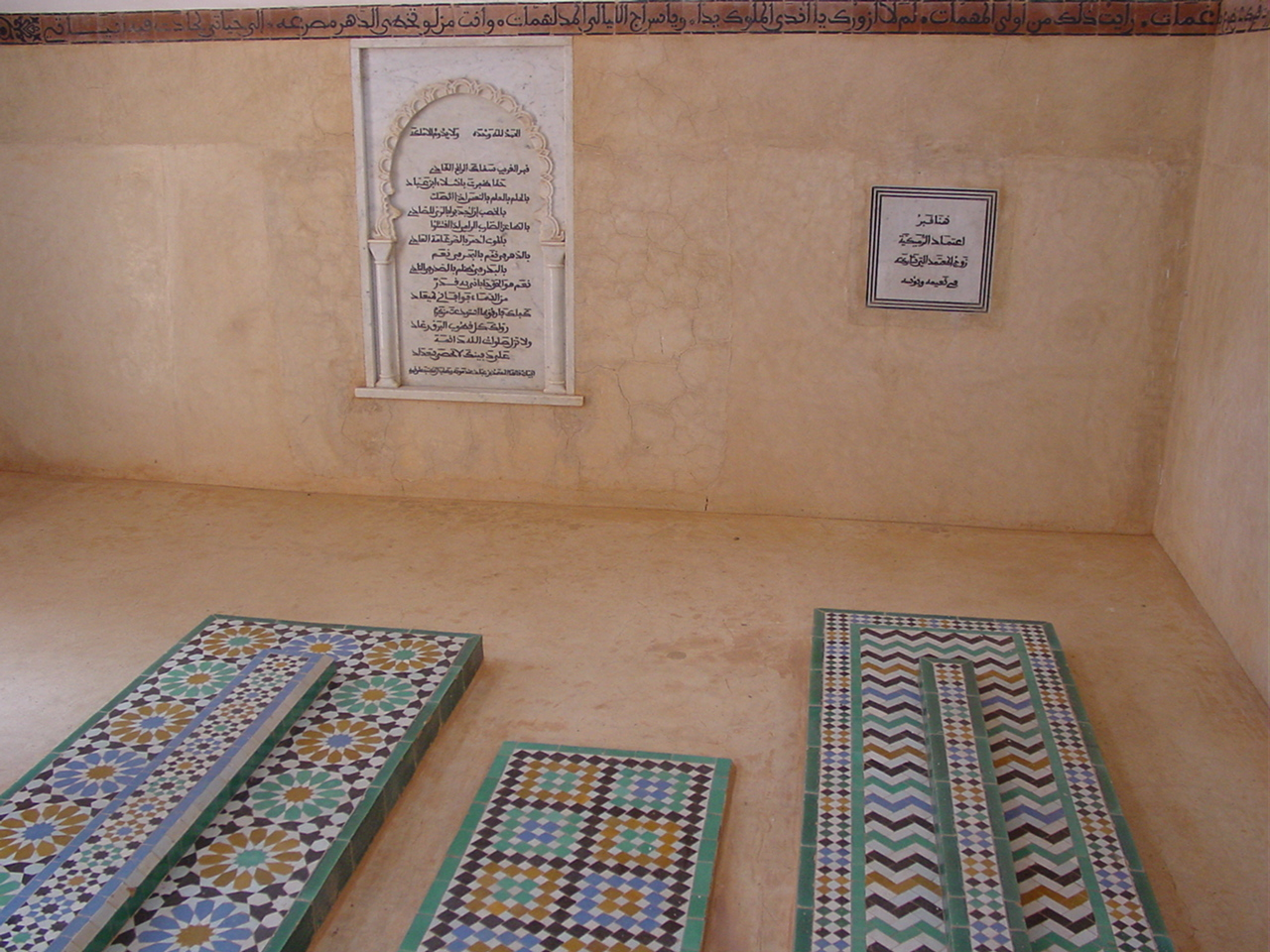
قبر المعتمد وزوجته الرميكية.

وقد أصدر عددٌ من العلماء والفقهاء فتوى موجهة لابن تاشفين عن حكم أمراء الطوائف ومنها:«إن هؤلاء الرؤساء لا تحل طاعتهم ولا تجوز إمارتهم، لأنهم فُسّاق فاخلعهم عنا»، وكان يوسف أكثر ما يريبه أمير غرناطة عبد الله بن بلقين، فأغار عليه المرابطون وفتحوا غرناطة بعد حصار دام شهرين، وأرسل ابن بلقين أسيرًا إلى أغمات، وأمام سقوط غرناطة أرسل المعتمد رسالة إلى ابن تاشفين يستوضح الأمر، ولكنه لم يجد إلا الإعراض، ثم ألقى ابن تاشفين القبض على تميم بن بلقين أمير مالقة، ثم رجع ابن تاشفين للمغرب، وأرسل أربعة جيوش إلى الأندلس في وقت واحد للقضاء على ملوك الطوائف، فسير سير بن أبي بكر إلى إشبيلية، وأبا عبد الله محمد بن الحاج إلى قرطبة، وسرور اللمتوني إلى رندة، وأبا زكريا بن وانسو إلى ألمرية، وبقي ابن تاشفين في سبتة على رأس جيش احتياطي، فاستطاعت الجيوش الأربعة الاستيلاء على قرطبة، ووصلوا إلى ضواحي طليطلة، واستولوا على قلعة رباح وقرمونة، فقرر ابن عباد الاستعانة بألفونسو، فأتاه المدد بقيادة الكونت جوميز يصحبه أربعون ألف راجل وعشرون ألف فارس، ووقعت بالقرب من قرطبة معركة كبيرة بين الطرفين، أدت لفتح إشبيلية عنوة في سنة 484 هـ الموافقة سنة 1091 م. أما ابن عباد، فقبض عليه بعد المعركة وأرسل أسيرًا إلى أغمات، واستطاع المرابطون في غضون ثمانية عشر شهرًا افتتاح مدن الأندلس كلها غرناطة ومالقة وجيّان وقرطبة وإشبيلية وألمرية وبلنسية وبطليوس وجزر البليار، وأصبحت الأندلس تحت سلطة المرابطين، وانتهى عصر ملوك الطوائف.